# Discografia de The Jackson 5

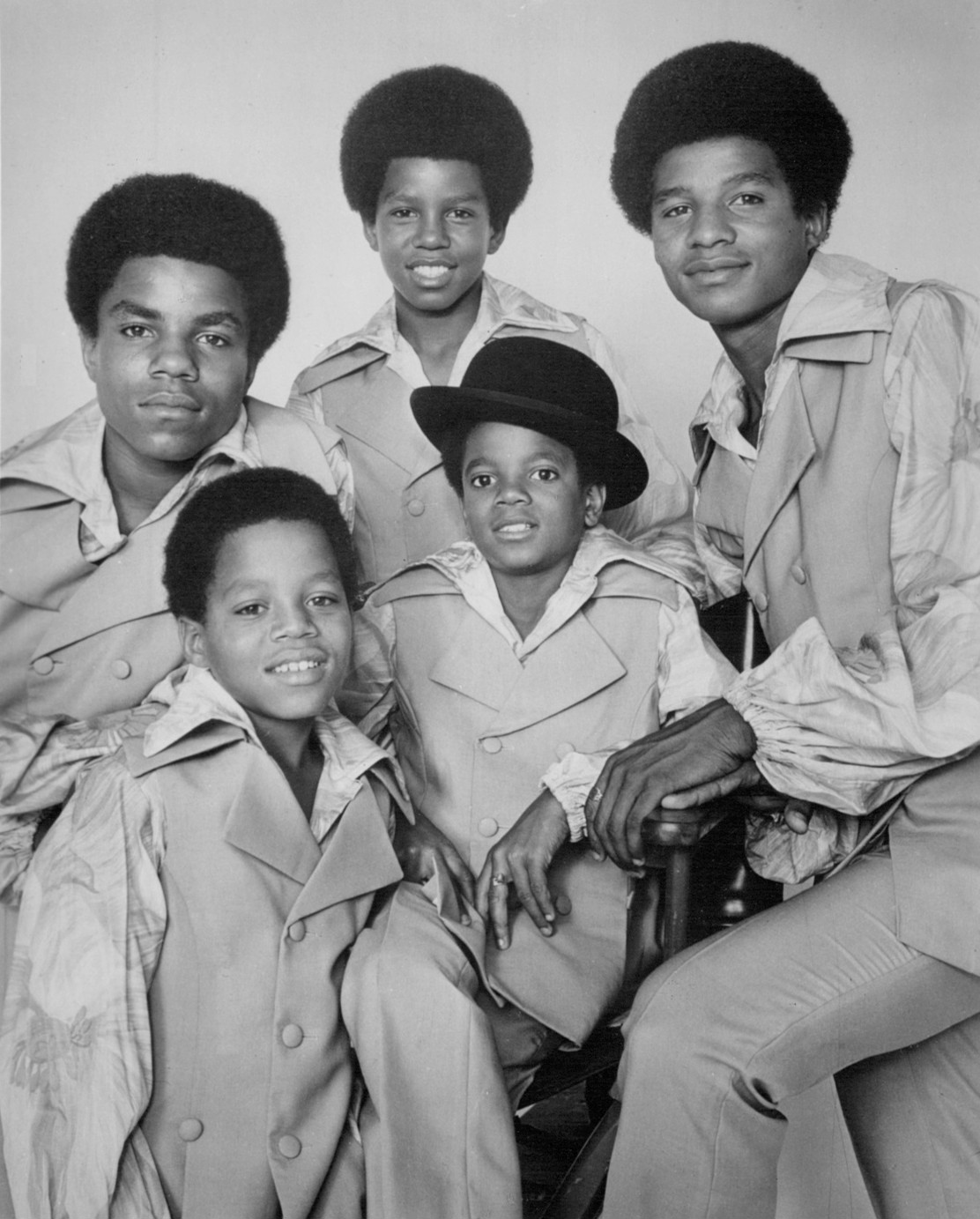
Fotografia de divulgação de Os Jeckson 5, para anunciar sua presença em The Ed Sullivan Show, em 1969.

Esta é a discografia da banda americana de R&B/soul The Jackson 5, depois conhecida como "The Jacksons". 22 singles seus alcançaram o Top 40 da Billboard Hot 100, sendo que quatro deles alcançaram o 1.º lugar.

## Compactos

### Steeltown Records (The Jackson 5)
- (1968) - "Big Boy/You've Changed" - Mais de 10.000 cópias vendidas.[1]
- (1968) - "We Don't Have To Be Over 21 (to Fall in Love)/Jam Session"
- (1968) - "Let Me Carry Your School Books/I Never Had A Girl" ("The Ripples and Waves plus Michael")

### Dynamo (The Jackson 5)
- (1969) - "We Don't Have To Be Over 21 (to Fall in Love)/Some Girls Want Me For Their Lover"[2]

### Motown (The Jackson 5)
| Ano   | Título da Canção                                                                                | Paradas Americanas | Paradas Inglesas | Irlanda | Parada Americana de R&B | Venda nos EUA | Vendas Mundiais |
| ----- | ----------------------------------------------------------------------------------------------- | ------------------ | ---------------- | ------- | ----------------------- | ------------- | --------------- |
| 1969: | "I Want You Back" (O ficheiro de áudio "J5-i-want-u-back-1969.ogg" não foi encontrado)          | 1                  | 2                | 6       | 1                       | 2,100,000     | 6,000,000       |
| 1969: | "Who's Lovin' You" (b-side of "I Want You Back")                                                | 1                  | -                | -       | 1                       | -             | -               |
| 1970: | "ABC"                                                                                           | 1                  | 8                | -       | 1                       | 2,200,000     | 4,100,000       |
| 1970: | "The Love You Save" (O ficheiro de áudio "J5-the-love-u-save-1970.ogg" não foi encontrado)      | 1                  | 7                | -       | 1                       | 1,900,000     | 3,700,000       |
| 1970: | "I'll Be There" (O ficheiro de áudio "J5-ill-be-there.ogg" não foi encontrado)                  | 1                  | 4                | 14      | 1                       | 4,200,000     | 6,100,000       |
| 1970: | "Santa Claus Is Coming to Town"                                                                 | -                  | 43               | -       | -                       | -             | 313,000         |
| 1970: | "I Saw Mommy Kissing Santa Claus"                                                               | -                  | -                | -       | -                       | -             | 278,000         |
| 1971: | "Mama's Pearl"                                                                                  | 2                  | 25               | -       | 2                       | 1,900,000     | 2,400,000       |
| 1971: | "Never Can Say Goodbye" (O ficheiro de áudio "J5-never-can-say-goodbye.ogg" não foi encontrado) | 2                  | 33               | -       | 1                       | 1,900,000     | 2,700,000       |
| 1971: | "Maybe Tomorrow"                                                                                | 20                 | -                | -       | 3                       | 831,000       | 1,100,000       |
| 1971: | "Sugar Daddy"                                                                                   | 10                 | -                | -       | 3                       | 1,100,000     |                 |
| 1972: | "Little Bitty Pretty One"                                                                       | 13                 | -                | -       | 8                       | 591,000       | 1,300,000       |
| 1972: | "Lookin' Through the Windows"                                                                   | 16                 | 9                | -       | 5                       | 581,000       | 1,500,000       |
| 1972: | "Doctor My Eyes"                                                                                | -                  | 9                | -       | -                       | -             | 501,000         |
| 1972: | "Corner of the Sky"                                                                             | 18                 | -                | -       | 9                       | 381,000       | 568,000         |
| 1973: | "Hallelujah Day"                                                                                | 28                 | 20               | -       | 10                      | 328,000       | 589,000         |
| 1973: | "Skywriter"                                                                                     | -                  | 25               | -       | -                       | 328,000       | 589,000         |
| 1973: | "Get It Together"                                                                               | 28                 | -                | -       | 2                       | 713,000       | 1,700,000       |
| 1974: | "The Boogie Man"                                                                                | -                  | -                | -       | -                       |               |                 |
| 1974: | "Dancing Machine" (O ficheiro de áudio "J5-dancing-machine.ogg" não foi encontrado)             | 2                  | -                | -       | 1                       | 2,200,000     | 3,500,000       |
| 1974: | "Whatever You Got I Want"                                                                       | 38                 | -                | -       | 3                       | 412,000       | 567,000         |
| 1974: | "Life Of The Party"                                                                             | -                  | -                | -       | -                       | -             | 36,000          |
| 1974: | "I Am Love (Part 1)"                                                                            | 15                 | -                | -       | 5                       | 602,000       | 1,000,000       |
| 1975: | "Forever Came Today"                                                                            | 60                 | -                | -       | 6                       | 306,000       | 605,000         |
| 1975: | "All I Do Is Think of You" (B-side of "Forever Came Today")                                     | -                  | -                | -       | 50                      | -             | -               |

### CBS (The Jacksons)
| Ano   | Título da Canção                                                                                              | Parada Americana | Parada Inglesa | IRL | Parada Americana de R&B |
| ----- | --- | ---------------- | -------------- | --- | ----------------------- |
| 1976: | "Enjoy Yourself"                                                                                              | 6                | 42             | -   | 2                       |
| 1977: | "Show You the Way to Go"                                                                                      | 28               | 1              | 5   | 6                       |
| 1977: | "Dreamer" | -                | 22             | -   | -                       |
| 1977: | "Goin' Places"                                                                                                | 52               | 26             | 13  | 8                       |
| 1977: | "Even Though You're Gone"                                                                                     | -                | 31             | -   | -                       |
| 1978: | "Different Kind Of Lady"                                                                                      | -                | -              | -   | -                       |
| 1978: | "Music's Taking Over"                                                                                         | -                | -              | -   | -                       |
| 1978: | "Find Me a Girl"                                                                                              | -                | -              | -   | 38                      |
| 1978: | "Blame It on the Boogie"                                                                                      | 54               | 8              | 15  | 3                       |
| 1979: | "Shake Your Body (Down to the Ground)" (O ficheiro de áudio "J5-shake-your-body-1978.ogg" não foi encontrado) | 7                | 4              | 9   | 3                       |
| 1979: | "Destiny" | -                | 39             | -   | -                       |
| 1980  | "Lovely One"                                                                                                  | 12               | 29             | 17  | 2                       |
| 1980: | "This Place Hotel"                                                                                            | 22               | 44             | -   | 2                       |
| 1981: | "Can You Feel It" (O ficheiro de áudio "J5-1980-can-u-feel-it.ogg" não foi encontrado)                        | 77               | 6              | 12  | 30                      |
| 1981: | "Walk Right Now"                                                                                              | 73               | 7              | 16  | 50                      |
| 1981: | "Time Waits For No One"                                                                                       | -                | -              | -   | -                       |
| 1981: | "Things I Do For You"                                                                                         | -                | -              | -   | -                       |
| 1984: | "State of Shock" (com Mick Jagger)                                                                            | 3                | 14             | 8   | 4                       |
| 1984: | "Torture" | 17               | 26             | 13  | 12                      |
| 1984: | "Body" | 47               | -              | -   | 39                      |
| 1984: | "Wait" | -                | -              | -   | -                       |
| 1987: | "Time Out for The Burglar"                                                                                    | -                | -              | -   | 88                      |
| 1988: | "2300 Jackson Street"                                                                                         | -                | -              | -   | 9                       |
| 1989: | "Nothing (That Compares 2 You)"                                                                               | 77               | 33             | -   | 4                       |
| 1989: | "Art Of Madness"                                                                                              | -                | -              | -   | -                       |

## Álbuns

### Motown (The Jackson 5)
| Ano  | Título                                                              | Venda nos EUA | Vendas mundiais |
| ---- | ------------------------------------------------------------------- | ------------- | --------------- |
| 1969 | Diana Ross Presents the Jackson 5                                   | 4,000,000     | 5,000,000       |
| 1970 | ABC                                                                 | 4,100,000     | 5,700,000       |
| 1970 | Third Album                                                         | 4,700,000     | 6,000,000       |
| 1970 | The Jackson 5 Christmas Album                                       | -             | 3,500,000       |
| 1971 | Maybe Tomorrow                                                      | 3,200,000     | 3,900,000       |
| 1971 | Goin' Back to Indiana                                               | 2,100,000     | 2,600,000       |
| 1972 | Lookin' Through the Windows                                         | 2,900,000     | 3,500,000       |
| 1973 | Skywriter                                                           | 1,800,000     | 2,800,000       |
| 1973 | The Jackson 5 in Japan (Japan only, issued in US by Motown in 2004) | -             | -               |
| 1973 | G.I.T.: Get It Together                                             | 1,400,000     | 2,000,000       |
| 1974 | Dancing Machine                                                     | 2,000,000     | 2,600,000       |
| 1975 | Moving Violation                                                    | 1,300,000     | 1,600,000       |
| 1976 | Joyful Jukebox Music (coletânea de músicas arquivadas)              | 123,000       | 202,000         |
| 1979 | Boogie (coletânea de músicas arquivadas)                            | 38,000        | 39,000          |
| 1992 | The Jacksons: An American Dream Trilha Sonora                       | 288,000       | 1,100,000       |

### CBS (The Jacksons)
| Ano  | Título              | Venda nos EUA | Vendas mundiais |
| ---- | ------------------- | ------------- | --------------- |
| 1976 | The Jacksons        | Gold          | 10,000,000      |
| 1977 | Goin' Places        | -             | TBC             |
| 1978 | Destiny             | Platinum      | 4,200,000       |
| 1980 | Triumph             | Platinum      | 2,100,000       |
| 1981 | The Jacksons Live!  | Gold          | TBC             |
| 1984 | Victory             | 2x Platinum   | 7,000,000       |
| 1989 | 2300 Jackson Street | -             | TBC             |

## Compilações

### Motown (The Jackson 5)
| Ano  | Título                             | Venda nos EUA | Vendas mundiais |
| ---- | ---------------------------------- | ------------- | --------------- |
| 1971 | Greatest Hits                      | 4.0 mil.      | 5.2 mil.        |
| 1976 | Anthology                          | 876,000       | 1.8 mil.        |
| 1995 | Soulsation!                        | -             | -               |
| 1995 | Jackson 5: The Ultimate Collection | -             | -               |

### CBS (The Jacksons)
| Ano  | Título                        |
| ---- | ----------------------------- |
| 2004 | The Essential Jacksons        |
| 2004 | The Very Best of The Jacksons |

### Outros lançamentos
| Ano  | Título                 |
| ---- | ---------------------- |
| 1993 | Children of the Light  |
| 1999 | The Steeltown Sessions |
| 2007 | The Jacksons Story     |